# Аллан Гансен
Аллан Гансен (дан. Allan Hansen, нар. 21 квітня 1956, Оденсе) — данський футболіст, що грав на позиції півзахисника,  насамперед за «Оденсе», декілька німецьких клубних команд, а також національну збірну Данії.
Дворазовий чемпіон Данії. Чемпіон Німеччини. Володар Кубка чемпіонів УЄФА. 

## Клубна кар'єра
У дорослому футболі дебютував 1974 року виступами за команду «Оденсе», в якій провів три сезони. 1977 року виборов титул чемпіона Данії.
Протягом 1977—1980 років грав у Німеччині, де захищав кольори команди клубу «Теніс Боруссія».
1980 року повернувся до «Оденсе», за який цього разу відіграв два сезони своєї ігрової кар'єри. 1982 року завоював свій другий титул чемпіона Данії.
Того ж 1982 року знову перебрався до Німеччини, уклавши контракт з «Гамбургом», у складі якого провів наступні два роки своєї кар'єри гравця. У гамбурзькій команді, що на той час була однією з найсильніших не лише у Німеччині, але й у Європі, став переможцем Бундесліги та володарем 1982-1983. Утім особистий внесок данця у ці здобутки був незначним, оскільки у «Гамбурзі» він здебільшого програвав конкуренцію за місце у складі команди.
З 1984 року знову, цього разу три сезони захищав кольори «Оденсе», а завершив професійну ігрову кар'єру у клубі «Нествед», за команду якого виступав протягом 1988 року.

## Виступи за збірну
1977 року дебютував в офіційних матчах у складі національної збірної Данії. Протягом кар'єри у національній команді, яка тривала 9 років, провів у формі головної команди країни 16 матчів, забивши 3 голи.

## Титули і досягнення
- Чемпіон Данії (2):

«Оденсе»: 1977, 1982
- Чемпіон Німеччини (1):

«Гамбург»: 1982-1983
- Володар Кубка чемпіонів УЄФА (1):

«Гамбург»: 1982-1983
- Найкращий бомбардир Чемпіонату Данії (2):

«Оденсе»: 1977, 1981